# Pirizanodes farsella
Pirizanodes farsella är en fjärilsart som beskrevs av Hans Georg Amsel 1961. Pirizanodes farsella ingår i släktet Pirizanodes och familjen mott. Inga underarter finns listade i Catalogue of Life.